# Hunger Games - La ragazza di fuoco
Hunger Games - La ragazza di fuoco (The Hunger Games: Catching Fire) è un film del 2013 diretto da Francis Lawrence.
La pellicola è l'adattamento cinematografico dell'omonimo romanzo di fantascienza scritto da Suzanne Collins, sequel di Hunger Games (2012) è ambientata in un futuro distopico postapocalittico ed è il secondo film del franchise di Hunger Games.

## Trama
Katniss Everdeen ritorna a casa in seguito alla vittoria ottenuta nell'ultima edizione degli Hunger Games insieme al suo compagno Peeta Mellark. Ora i due alloggiano al Villaggio dei Vincitori, presente in ogni distretto, assieme al loro mentore Haymitch Abernathy. 
Per i due giovani è giunto il momento di partire per il Tour della Vittoria. Prima della partenza Katniss riceve inaspettatamente la visita del presidente Snow: egli le intima di continuare a fingere di essere innamorata di Peeta, come aveva fatto precedentemente all'interno dell'arena, lasciandole intendere poi che se non si fosse attenuta ai suoi piani lui avrebbe colpito le persone a lei più care e avrebbe dato il via ad una rivolta sociale dalle terribili conseguenze.
Dopo il congedo di Snow, Katniss incontra Peeta. Davanti alle telecamere di Capitol City, in collegamento con Caesar Flickerman, i due recitano la parte dei due ragazzi follemente innamorati scambiandosi un bacio. Durante il viaggio Katniss nota disegnata su una galleria il simbolo della "ghiandaia imitatrice", segno che una rivoluzione sta ormai per avere inizio. La prima tappa del tour è il Distretto 11, il luogo in cui viveva la sua alleata e amica durante lo svolgimento degli Hunger Games, Rue. Effie Trinket, membro del loro team, porge ai due vincitori un biglietto in cui vi è scritto tutto ciò che dovranno dire in memoria dei tributi caduti. Peeta e Katniss decidono però di parlare a cuore aperto, in particolare alla famiglia di Rue; uno degli abitanti alza la mano e fischia un motivetto che rappresenta il canto della ghiandaia imitatrice: verrà giustiziato poco dopo con un colpo di pistola alla testa da parte di un Pacificatore. Katniss è sconvolta e tenta di fermare la ribellione tra la folla, ma con scarsi risultati.
L'episodio si ripete anche negli altri distretti, ma Katniss è costretta a rimanere al suo posto. Intanto la finta storia d'amore tra lei e Peeta comincia a non essere creduta. Per fare sì che venga nuovamente considerata vera, la ragazza propone di sposarsi con Peeta. Durante la cerimonia di chiusura del tour Katniss incontra Plutarch Heavensbee, capo Stratega successore di Seneca Crane. Tornata a casa scopre che il Distretto 12 è preso di mira dai pacificatori, i quali impongono regole severe a tutti gli abitanti. Gale viene frustato dal capo dei Pacificatori, ma Katniss, Haymitch e Peeta lo proteggono. Dopo avere assistito alla scena Snow comincia a progettare l'eliminazione di Katniss.
Ogni venticinque anni, a Capitol City viene indetta un'edizione speciale degli Hunger Games: l'edizione della Memoria. Essendo la settantacinquesima edizione dei giochi, il presidente Snow decide che i tributi saranno sorteggiati tra i precedenti vincitori ancora in vita. Katniss è sconvolta in quanto sa di essere destinata a tornare nell'arena poiché è l'unica vincitrice femmina del suo distretto. Dopo aver pianto, Katniss si reca da Haymitch per chiedergli di offrirsi volontario, in modo da evitare che Peeta torni nell'arena, ma scopre che Peeta, subito dopo l'annuncio, è andato da lui e gli ha già chiesto di farsi da parte per poter entrare nell'arena e proteggere Katniss. Haymitch rimprovera Katniss, dicendole che non merita l'amore di un ragazzo come Peeta, ma quest'ultima lo prega di salvarlo e di lasciar morire lei nell'arena, convincendo Haymitch. Alla mietitura Effie estrae come tributo Haymitch, ma Peeta si offre volontario al suo posto. Di nuovo a Capitol City, i due vengono messi in guardia in quanto questa volta avranno a che fare con assassini esperti, oltre che amici tra di loro ormai da anni: se i due non troveranno alleati, sopravvivere non sarà possibile. Katniss mostra le sue abilità con il tiro con l'arco, guadagnandosi l'attenzione degli altri tributi-vincitori che ora la vorrebbero come alleata.
Durante l'intervista con Caesar Flickerman, lo stilista di Katniss, Cinna, le fa indossare un vestito da sposa, lo stesso che avrebbe indossato al falso matrimonio con Peeta, ma quando comincia a roteare su se stessa l'abito diventa nero e su di esso appaiono le due ali della Ghiandaia Imitatrice, il simbolo della rivolta. Peeta invece dichiara che lui e Katniss si sono sposati in segreto e, balbettando, rivela che Katniss è incinta (entrambe le notizie si rivelano poi fasulle), scatenando così la suspense tra gli spettatori che vorrebbero l'annullamento dei giochi. I tributi inoltre terminano la trasmissione tenendosi tutti per mano, sperando ancora nella cancellazione dei giochi, che non avverrà. Cinna, dopo aver accompagnato Katniss all'entrata dell'arena, viene ucciso dai Pacificatori, mentre Katniss viene trasportata nel campo di battaglia. Katniss e Peeta si alleano con i tributi del Distretto 4, Finnick Odair e Mags. Accidentalmente Peeta colpisce il campo di forza della cupola e il suo cuore si ferma, ma fortunatamente viene salvato dal massaggio cardiaco di Finnick. Durante la notte vengono colpiti da una nebbia velenosa e, per trarre in salvo gli altri, l'anziana Mags si dirige dentro la nebbia, morendo. In seguito i tre rimasti vengono attaccati da un esercito di ibridi-scimmia famelici. Durante la battaglia la donna del distretto 6, rimasta mimetizzata fino a quel momento, si sacrifica per Peeta.
Tornati alla spiaggia i tre vedono uno tsunami che uccide uno dei tributi rimasti vivi. Katniss e gli altri due si uniscono a Johanna Mason, del Distretto 7, e ai due tributi del Distretto 3, Wiress e Beetee. Katniss scopre da loro che l'arena è strutturata come un orologio nella quale ad ogni ora accade un evento specifico in una zona specifica. Wiress morirà successivamente in un combattimento nella cornucopia assieme a due tributi Favoriti, Gloss e Cashmere del Distretto 1. Sopravvissuti a un'improvvisa rotazione della piattaforma circolare su cui si trova la cornucopia, i cinque rimasti vengono successivamente attaccati da uno stormo di ghiandaie chiacchierone. Beetee intende sfruttare la scarica del lampo che colpirà un determinato albero a mezzanotte per uccidere i tributi-vincitori nemici rimasti, Enobaria e Brutus del Distretto 2, usando il filo che porta con sé, in grado di condurre corrente, per fulminarli. Intanto Peeta, dopo un lungo e sentito discorso con Katniss, le regala una perla e poi il ciondolo avuto da Effie contenente le foto di Prim, della madre di Katniss e di Gale. Peeta poi le rivela definitivamente i suoi sentimenti che vengono finalmente ricambiati da Katniss, che lo bacia.
Quella notte il piano di Beetee viene messo in atto; Katniss e Johanna vengono incaricate di trascinare il filo conduttore fino alla spiaggia, ma vengono intercettate da Enobaria e Brutus. Johanna colpisce Katniss e le toglie il localizzatore dal braccio, intimandole di fingersi morta. Johanna si lascia inseguire dai due favoriti e nello scontro Brutus muore ucciso da Peeta. Katniss torna all'albero e trova Beetee privo di sensi. Punta poi l'arco contro Finnick, il quale le dice di ricordare quale sia il vero nemico. Katniss, così, ha un'intuizione e, durante l'impatto del fulmine, lega il filo conduttore ad una freccia e la scaglia verso il cielo: colpisce quindi il campo di forza che circonda l'arena, che viene investito dal fulmine, sovraccaricandolo e distruggendo la gigantesca cupola metallica che lo ricopre, la quale esplode e cade in pezzi.
I tributi vengono prelevati dall'arena. Katniss si risveglia a fianco di Beetee, svenuto, ed entra in una stanza dove scopre Haymitch, Finnick e Plutarch che discutono sul da farsi. Stranita da questa inaspettata alleanza, Katniss chiede dove si trovi Peeta, e le viene rivelato che è prigioniero a Capitol City insieme a Johanna ed Enobaria e che la vera missione, concordata con la maggior parte dei tributi, era quella di tenerla in vita in quanto volto della nascente rivolta; si spiegano così infatti i sacrifici di Mags e della donna del 6, oltre che tutti i tentativi da parte degli altri tributi di farla sopravvivere nell'arena. Furiosa, Katniss colpisce Haymitch, reo di non aver mantenuto la promessa di proteggere Peeta, ma Plutarch la neutralizza per farla addormentare. Al suo risveglio Katniss ritrova Gale al suo fianco e scopre che il Distretto 12 è stato distrutto da bombe incendiarie, sganciate in seguito alla indesiderata fine degli Hunger Games. Anche se gli Hunger Games sono finiti, la guerra contro Snow e Capitol City è appena iniziata e in questo momento lei si trova al Distretto 13, che si credeva essere stato devastato decenni prima da Capitol City.

## Personaggi
Ai precedenti personaggi apparsi in Hunger Games, si aggiungono, in questo film:
- Finnick Odair: è il tributo maschio del Distretto 4. È un ragazzo arrogante e cinico ma, sebbene non sembri, in realtà ha un carattere molto dolce, che dimostra soprattutto con l'anziana Mags, a cui è molto legato. Ha vinto il 65º anno degli Hunger Games (cioè dieci anni prima dello svolgersi degli eventi), quando aveva 14 anni, il vincitore più giovane degli Hunger Games. Sarà alleato di Katniss nell'arena.
- Johanna Mason: è il tributo femmina del Distretto 7. È una ragazza prepotente e spigliata, che fatica a dimostrare i propri sentimenti, in quanto non le è rimasto nessuno da amare, come ammette lei stessa; sebbene non vadano sempre d'accordo, lei e Katniss diventeranno amiche.
- Plutarch Heavensbee: è il nuovo primo stratega degli Hunger Games; è un uomo subdolo e presuntuoso, per tutto il film si dimostrerà gentile con Katniss, ma se davvero la ammiri o no non è chiaro. Fingerà un'alleanza con Snow e lo aiuterà nel suo tentativo di fermare la ribellione dei distretti; tuttavia il suo scopo è quello di rendere Katniss la ghiandaia imitatrice e guidare la rivolta.
- Beetee: è uno dei tributi che hanno vinto in passato, ma non viene rivelato in quale anno. Appartiene al distretto 3, e partecipa all'edizione della memoria assieme a Wiress. È un uomo sensibile e coraggioso, dotato di una estrema intelligenza; molte delle apparecchiature che si trovano a Panem sono state inventate proprio da lui. Aiuterà Katniss e Peeta durante i giochi.
- Wiress: è una dei tributi che hanno vinto in passato, appartiene al distretto 3. È una donna sensibile e gentile; anche lei, come Beetee, è molto intelligente; verrà uccisa durante l'edizione della memoria da Gloss, tributo del distretto 1.

## Produzione

### Regia
Dopo il rifiuto di Gary Ross, regista del primo capitolo della saga, di tornare dietro la macchina da presa anche nel secondo film, furono considerati svariati registi per sostituirlo, tra i quali Alfonso Cuarón, David Cronenberg, Bennett Miller, Tomas Alfredson, Cary Fukunaga, Duncan Jones e Joe Cornish. Alla fine è stato scelto come regista ufficiale Francis Lawrence, che viene confermato anche per i successivi due capitoli della saga.

### Cast
- Per il ruolo di Finnick Odair furono inizialmente selezionati gli attori Taylor Kitsch, Armie Hammer, Hunter Parrish, Grant Gustin, Luke Mitchell e Garrett Hedlund. Infine il ruolo andò a Sam Claflin.[2]
- Prima che Jena Malone fosse scelta per il ruolo di Johanna Mason, altre attrici furono prese in considerazione, come Zoe Aggeliki, Mia Wasikowska e Dianna Agron.[3]
- Per il ruolo di Mags fu inizialmente considerata l'attrice Melissa Leo, ma poi fu scelta Lynn Cohen.[4]

### Riprese
Le riprese del film sono iniziate l'11 settembre 2012, annunciate da un comunicato ufficiale della casa di produzione del film, la Lions Gate Entertainment, e sono durate quattro mesi.
Le riprese sono state effettuate negli Stati Uniti d'America, precisamente nelle città di Atlanta (stato della Georgia), Oahu (stato delle Hawaii) ed Oakland (New Jersey). Alcune scene interne di Capitol City sono state girate all'Hotel Marriott Marquis di Atlanta, dove si svolge la convention annuale di fantascienza Dragon*Con, mentre quelle ambientate nell'abitazione del presidente Snow sono state invece effettuate nella villa di Swan House, che si trova nella stessa città.
Il budget è stato di 130 milioni di dollari.

## Promozione

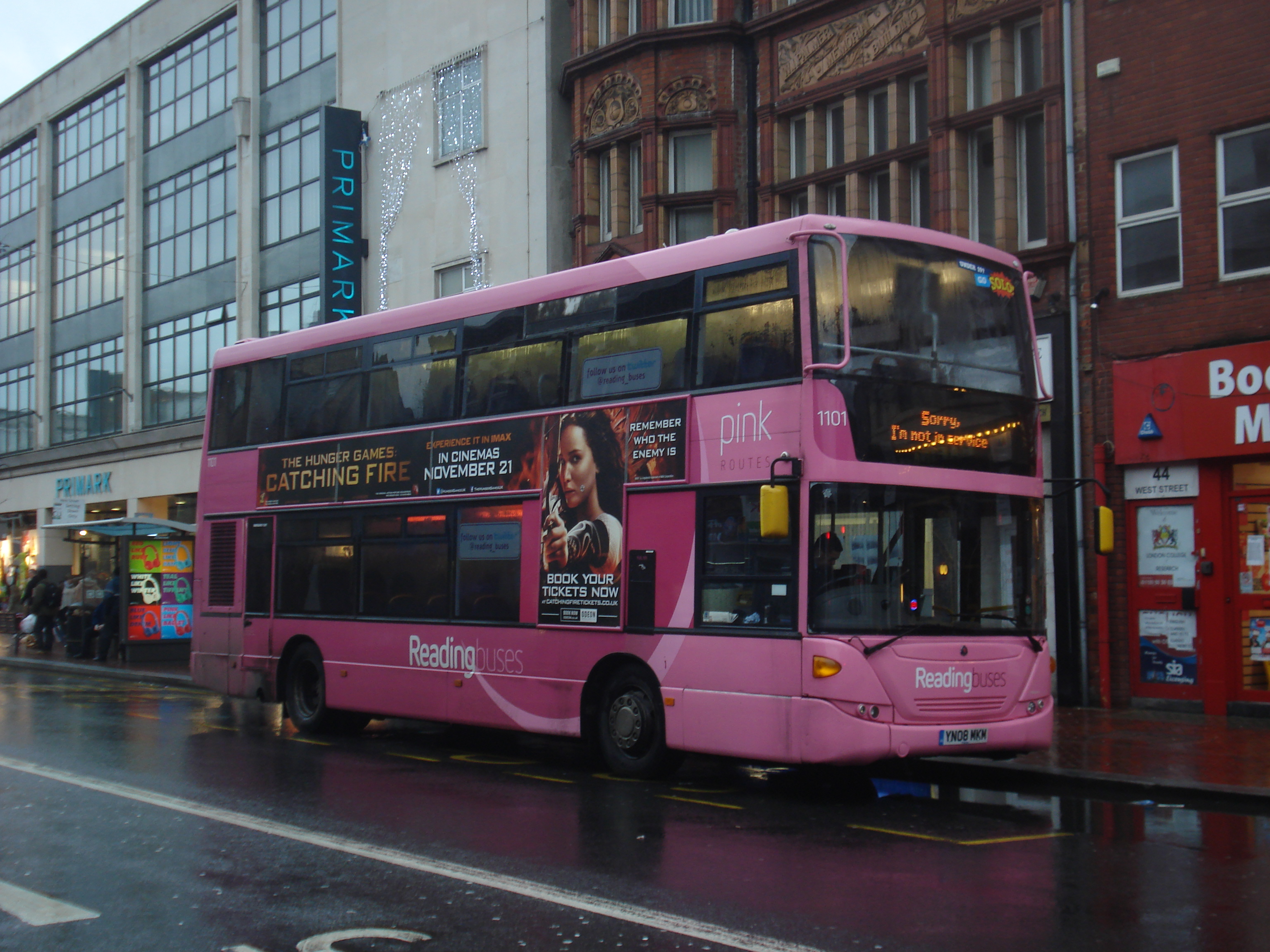
La pubblicità del film su un autobus

L'anteprima del teaser trailer del film viene diffusa online, sul sito di MTV, il 3 aprile 2013, insieme all'annuncio che il trailer ufficiale sarebbe stato presentato in anteprima mondiale il 14 aprile durante la cerimonia degli MTV Movie Awards.
Il 31 maggio dello stesso anno viene pubblicato il primo trailer italiano dal canale ufficiale della Universal Pictures. Il 26 giugno è stato annunciato che il cast sarebbe stato presente all'edizione 2013 del Comic-Con di San Diego per presentare un nuovo trailer del film. Il 20 luglio 2013 è stato presentato il nuovo trailer, dalla durata di 2 minuti e 30 secondi. Il trailer mostra scene dell'addestramento, dell'Arena e degli altri Tributi presenti nei Giochi. Il 3 luglio è stato invece diffuso online il teaser poster italiano, accompagnato da una nuova immagine del film.

## Distribuzione
Il film viene distribuito nelle sale cinematografiche statunitensi a partire dal 22 novembre 2013, mentre in quelle italiane il 27 novembre. L'anteprima italiana si è svolta il 14 novembre durante l'ottava edizione del Festival internazionale del film di Roma, dove hanno presenziato Jennifer Lawrence, Josh Hutcherson, Liam Hemsworth, Meta Golding ed il regista Francis Lawrence.

## Accoglienza

### Incassi
Il film ha avuto successo al botteghino, incassando in tutto il mondo 865.011.746 dollari (entrando alla posizione 37 dei 50 film che hanno incassato di più nella storia del cinema a fine 2013), a fronte di un budget iniziale di 130 milioni di dollari. Negli Stati Uniti è diventata la pellicola con il maggior incasso dell'anno con un totale di 424.668.047 dollari, battendo il precedente record di Iron Man 3, ai tempi fu il 10° film con maggiori incassi in Canada e negli Stati Uniti, attualmente detiene il 35° posto. È stato il film più visto della saga, sia in termini casalinghi sia mondiali.

### Critica
Oltre ad essere il film con maggior incasso della saga, è anche il più apprezzato. Su Rotten Tomatoes ha una percentuale di gradimento del 90% basato su 292 recensioni, con un voto medio di 7,6 su 10.

## Riconoscimenti
- 2014 - Golden Globe
  - Candidatura alla migliore canzone originale - Atlas (Coldplay)
- 2014 - Saturn Award
  - Migliori costumi a Trish Summerville
  - Candidatura al miglior film di fantascienza
  - Candidatura alla miglior attrice a Jennifer Lawrence
  - Candidatura alla miglior attrice non protagonista a Jena Malone
  - Candidatura al miglior regia a Francis Lawrence
  - Candidatura al Saturn Award per il miglior montaggio a Alan Edward Bell
  - Candidatura al Saturn Award per la miglior scenografia a Philip Messina
- 2014 - Empire Awards
  - miglior thriller
  - Candidatura al miglior film
  - Candidatura come miglior fantasy
  - Candidatura come Miglior attore non protagonista a Sam Claflin
  - Candidatura come miglior attrice a Jennifer Lawrence
- 2014 - Costume Designers Guild Awards
  - Miglior costumi per un film fantasy
- 2014 - Critics' Choice Movie Award
  - Candidatura al miglior film d'azione
  - Candidatura alla miglior attrice in un film d'azione a Jennifer Lawrence
  - Candidatura per la miglior canzone originale - Atlas (Coldplay)
- 2014 - Make-Up Artists and Hair Stylists Awards
  - Candidatura come Miglior Special Make-Up Effects a Ve Neill e Nikoletta Skarlatos
- 2014 - MTV Movie Awards
  - miglior film
  - miglior performance femminile a Jennifer Lawrence
  - migliore performance maschile a Josh Hutcherson
  - Candidatura come miglior combattimento
  - Candidatura come Miglior performance senza maglietta a Sam Claflin
  - Candidatura come miglior cattivo a Donald Sutherland
  - Candidatura come Miglior trasformazione sullo schermo a Elizabeth Banks
- 2014 - Kids' Choice Awards
  - Miglior film
  - Migliore attrice a Jennifer Lawrence
  - Migliore attrice action a Jennifer Lawrence
- 2014 - Empire Cinemas Alternative Movie Awards
  - Miglior bacio su schermo a Jennifer Lawrence e Josh Hutcherson
  - Miglior sequel
  - Miglior eroe in un film a Jennifer Lawrence
  - Attrice più sexy a Jennifer Lawrence
  - Candidatura come migliori scene di combattimento
  - Candidatura come miglior cattivo in un film a Donald Sutherland
  - Candidatura come attore più sexy a Liam Hemsworth
  - Candidatura come migliore intesa sullo schermo a Jennifer Lawrence e Josh Hutcherson
  - Candidatura al Choice Award del popolo a Jennifer Lawrence
- 2014 - Teen Choice Awards
  - Miglior film fantasy/fantascienza
  - Miglior attore in un film fantasy/fantascienza a Josh Hutcherson
  - Miglior attrice in un film fantasy/fantascienza a Jennifer Lawrence
  - Miglior cattivo a Donald Sutherland
  - Candidatura al miglior attore in un film fantasy/fantascienza a Liam Hemsworth

## Sequel
La Lionsgate ha diviso il terzo capitolo della serie (tratto dal romanzo Il canto della rivolta) in due film, distribuendo Hunger Games - Il canto della rivolta - Parte 1 nel novembre 2014 e Hunger Games - Il canto della rivolta - Parte 2 nel novembre 2015.